# Kuabeserrai
Kuabeserrai es una isla del Océano Pacífico en Oceanía que forma parte de Palaos, en las coordenadas geográficas 07°10′12″N 134°20′17″E / 7.17000, 134.33806 al sur de Ngelsibel, al este de Ngerukewid, al oeste de Eil Mak de Ngesomel.
Administrativamente hace parte del estado de Koror.